# تاركوينيوس سوبربوس

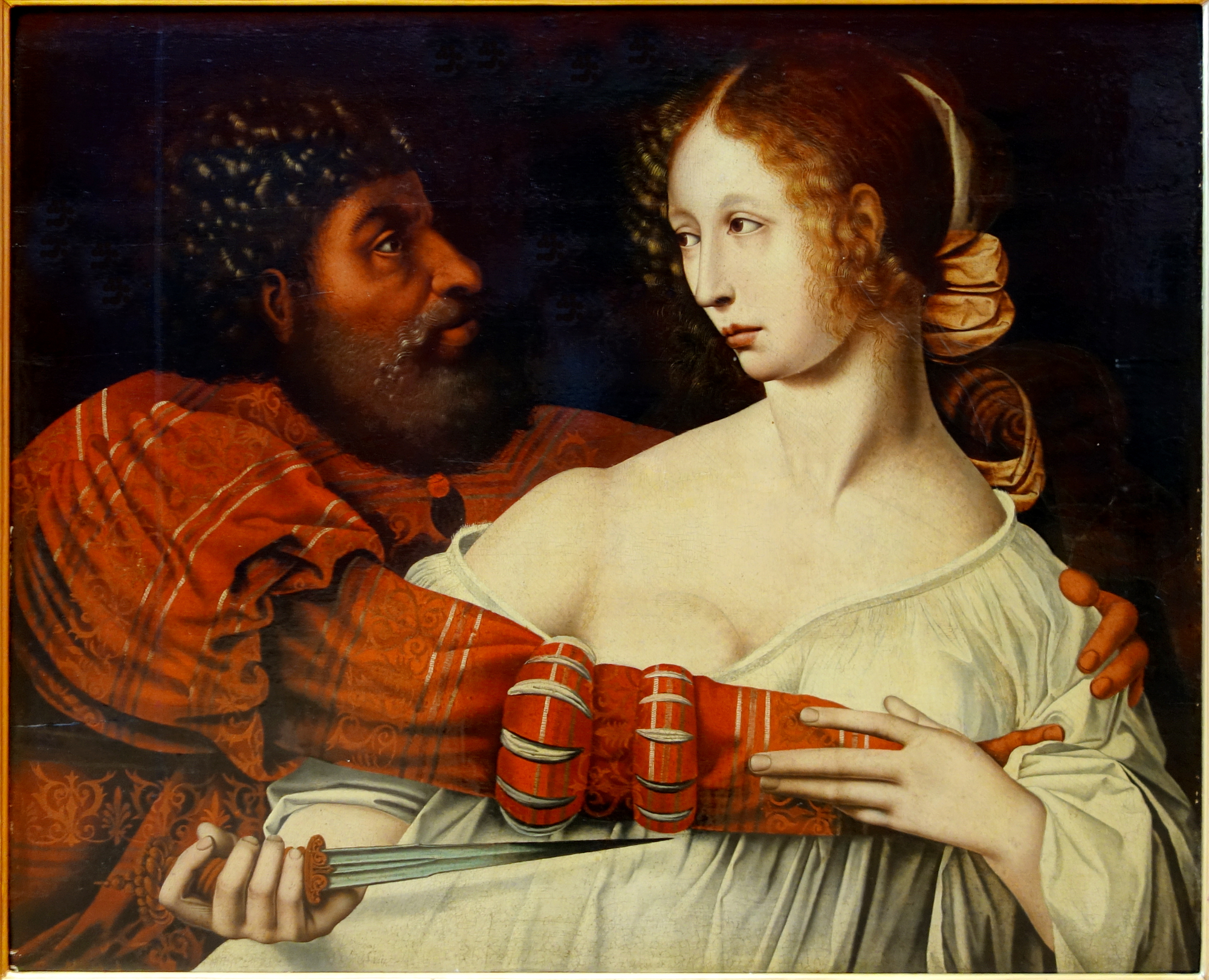
تاركوينيوس ولوكريتيا في لوحة فان هيمسن

لوكيوس تاركوينيوس سوبربوس والملقب بالفخور (وهو ما يعنيه لقب سوبربوس) آخر ملوك روما حكم بين عامي 534 – 509 قبل الميلاد وهو ابن تاركوينيوس بريسكوس وكان حاكما متسلطا وكانت تدفعه طموحات زوجته توليا ابنة سيرفيوس توليوس التي تزوجها وتحريضها قتل أباها واستولى على العرش.
في إحدى الحكايات استولى على مدينة غابيي وسأله ابنه سيكستوس عما يجب فعله بالقادة لكنه لم يقل شيئا بل قطع رؤوس الخشخاش التي كانت قربه.
ذهب أبناء تاركوينيوس مع قريبهم بروتوس إلى دلفي ليسألوا المعبد من سيخلف أباهم، فأتتهم الإجابة بأنه سيكون أول من سيقبل أمه فيهم. ورأى بروتوس في هذا معنى مزدوج حيث انحنى على الأرض وقبلها. أما سيكستوس فقد اعتدى على لوكريشا الزوجة الفاضلة لكولاتينوس فأخبرت عائلتها ودعتهم للانتقام ثم انتحرت فقام كولاتينوس وبروتوس بجمع ناس لتحرير روما من الاستبداد.
استبدل الحاكم بقنصلين يتم اختيارهم كل سنة أما تاركوينيوس ففر ومات في المنفى في كوماي عام 498 قبل الميلاد.